# 平喜街道
平喜街道是中华人民共和国山西省大同市云冈区下辖的一个乡。2021年3月，设立平喜街道。以原和瑞街道的泰仁里、泰和里、泰丰里、泰昌里、泰康里5个社区居委会的行政区域为平喜街道的行政区域。

## 行政区划
平喜街道下辖泰仁里、泰和里、泰丰里、泰昌里、泰康里5个社区。